# Зид смрти
Зид смрти је назив за акробацију на мотоциклу која се изводи у намјенски направљеној дрвеној просторији ваљкастог облика. Возач мотоцикла креће са дна просторије и уз помоћ убрзања и центрифугалне силе се пење уза зид док не достигне вертикалан положај. Ова врста акробације је на српском говорном подручју била честа у другој половини двадесетог вијека, углавном по путујућим луна парковима и вашарима.